# سی‌آرآی
سی‌آرآی (انگلیسی: CRI) شرکت بازی ویدئویی ژاپنی است، که در سال ۱۹۸۳ تأسیس شد.